# Pedionis kagoshimensis
Pedionis kagoshimensis är en insektsart som beskrevs av Matsumura 1912. Pedionis kagoshimensis ingår i släktet Pedionis och familjen dvärgstritar. Inga underarter finns listade i Catalogue of Life.